# Zzyzx Rd.
Zzyzx Rd. to piąty i ostatni singiel promujący płytę Come What(ever) May zespołu Stone Sour.

## Lista utworów
1. "Zzyzx Rd." (Pop Version) - 4:01
2. "Zzyzx Rd." (Album Version) - 5:16

## Twórcy
- Corey Taylor - wokal, gitara prowadząca
- Rami Jaffee - pianino
- Josh Rand - gitara rytmiczna
- Shawn Economaki - gitara basowa
- Roy Mayorga - perkusja